# Montroy (Hiszpania)
Montroy (hiszp. wym. [monˈtɾoi]), Montroi (walenc. wym. [monˈtɾɔj])– gmina w Hiszpanii, w prowincji Walencja, we wspólnocie autonomicznej Walencja, o powierzchni 31,39 km². W 2011 roku liczyła 2902 mieszkańców.